# Etzenborn
Etzenborn est un quartier de la commune allemande de Gleichen, dans l'arrondissement de Göttingen, Land de Basse-Saxe.

## Géographie
Etzenborn se situe à environ 17 kilomètres au sud-est de Göttingen, sur la frontière entre les Länder de Basse-Saxe et de Thuringe, l'ancienne frontière interallemande. Il est dans la vallée de la Nathe, la transition entre l'Unteres Eichsfeld et l'Eichsfelder Becken. Entouré d'un paysage boisé, le village est encadré de nombreuses collines, comme le Rote Uferberg (environ 350 m) au nord-ouest, le Mühlberg (265 m) au nord, le Hunholzberg (310 m) à l'est et les contreforts du Gehlenberg (360 m) au sud.

## Histoire

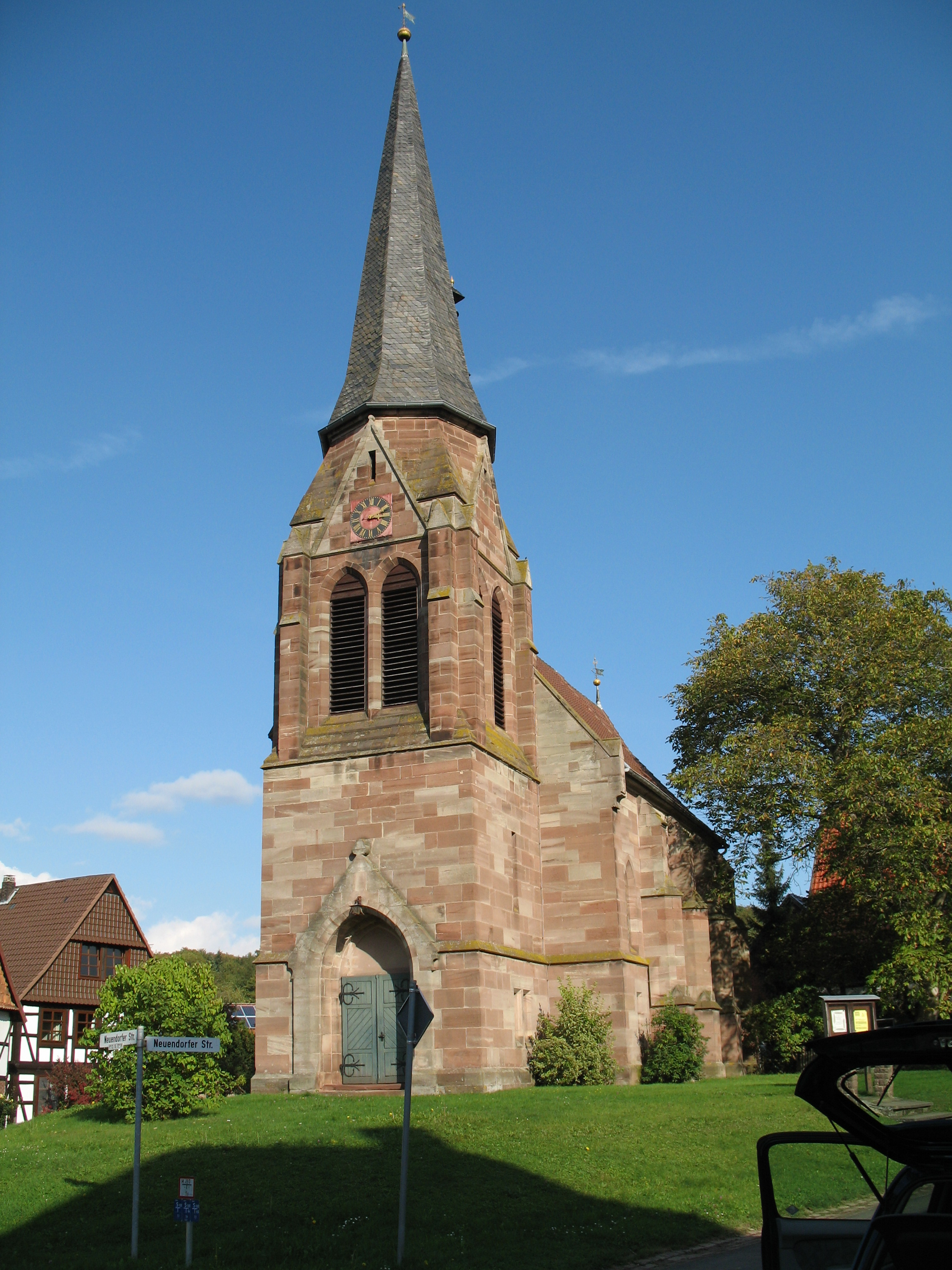
Église d'Etzenborn

Etzenborn intègre le 1er mars 1974 Gleichen dans le cadre de la réforme municipale de Basse-Saxe.

## Source, notes et références
- (de) Cet article est partiellement ou en totalité issu de l’article de Wikipédia en allemand intitulé « Etzenborn » (voir la liste des auteurs).

1. ↑  (de) « Etzenborn », sur Stadt Gleichen (consulté le 1er mai 2020)
2. ↑  (de) Statistisches Bundesamt, Historisches Gemeindeverzeichnis für die Bundesrepublik Deutschland. : Namens-, Grenz- und Schlüsselnummernänderungen bei Gemeinden, Kreisen und Regierungsbezirken vom 27. 5. 1970 bis 31. 12. 1982., W. Kohlhammer GmbH, 1983 (ISBN 3170032631)